# Kernos (Kultgefäß)

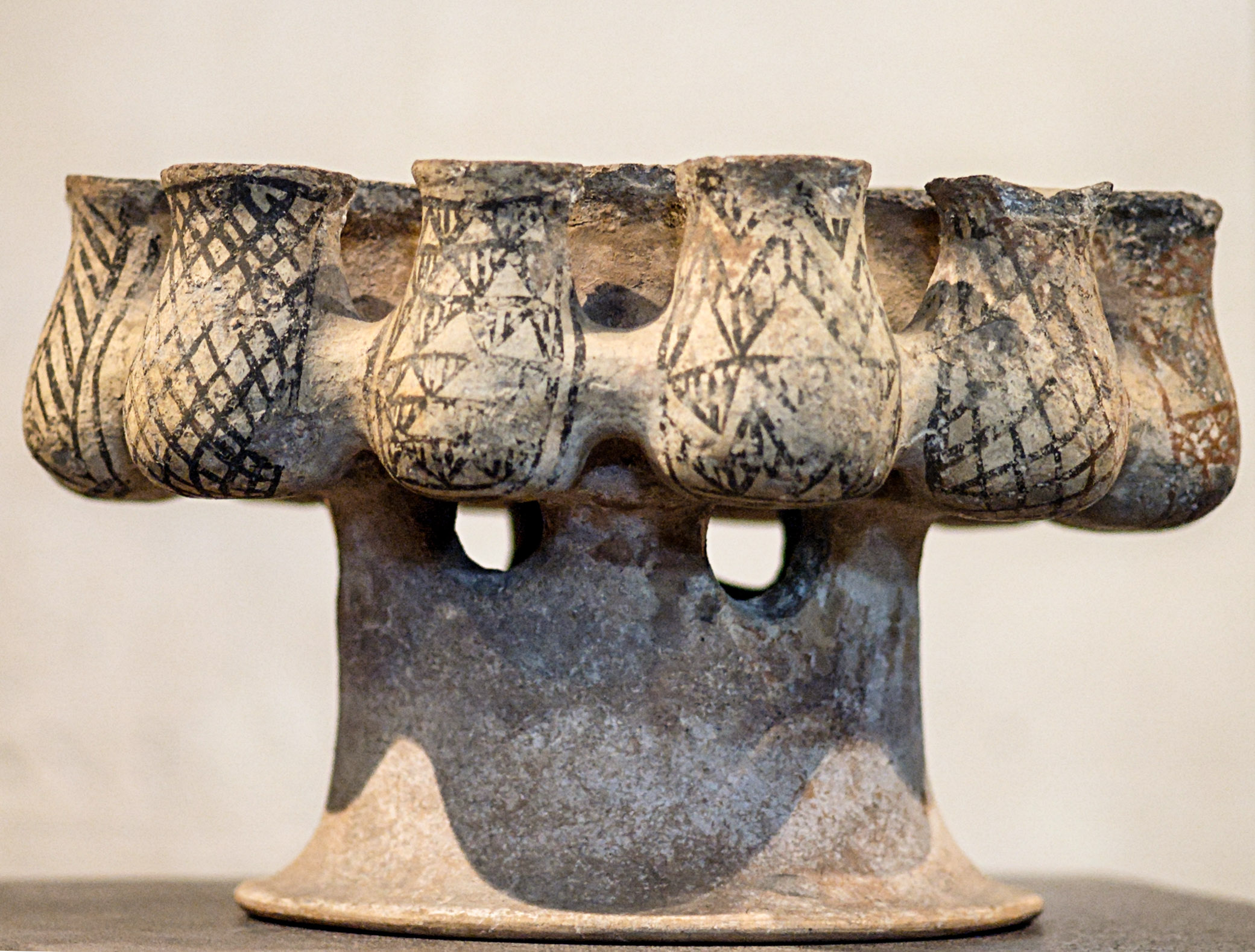
Kernos aus Terracotta als Grabbeilage aus Phylakopi auf der griechischen Insel Melos, um 2000 vor Christus, Höhe 19 cm, Durchmesser 30 cm, heutiger Standort: Louvre

Ein Kernos (altgriechisch κέρνος kérnos; Plural Kerna) ist eine Schale, die während der eleusinischen Mysterienkulte als Opfergefäß für Nahrungsmittel benutzt wurde. Die typische Form des Kernos besteht aus einem Fuß, um den herum ein Kranz napfförmiger Vertiefungen angebracht ist. Man vermutet, dass diese Vertiefungen Früchte, Fleisch und andere Opfergaben aufnahmen, die nach der Prozession vom Träger verspeist wurden. Auch auf Kreta wurden ähnlich geformte Schalen gefunden, beispielsweise im Palast von Malia. Die Funktion des minoischen Kernos ist ungeklärt.
Zu sehen sind Kerna im Louvre sowie im Archäologischen Museum in Iraklio.